# Lishan (köpinghuvudort i Kina, Zhejiang Sheng, lat 30,05, long 120,06)
Lishan är en köpinghuvudort i Kina. Den ligger i provinsen Zhejiang, i den östra delen av landet, omkring 24 kilometer sydväst om provinshuvudstaden Hangzhou. Antalet invånare är 8 062. Befolkningen består av 3 998 kvinnor och 4 064 män. Barn under 15 år utgör 14,0 %, vuxna 15-64 år 72 %, och äldre över 65 år 13,0 %.
Runt Lishan är det mycket tätbefolkat, med 1 463 invånare per kvadratkilometer. Närmaste större samhälle är Puyan, 14,4 km nordost om Lishan. I omgivningarna runt Lishan växer i huvudsak blandskog.
Genomsnittlig årsnederbörd är 1 869 millimeter. Den regnigaste månaden är juni, med i genomsnitt 328 mm nederbörd, och den torraste är november, med 74 mm nederbörd.